# Svratka

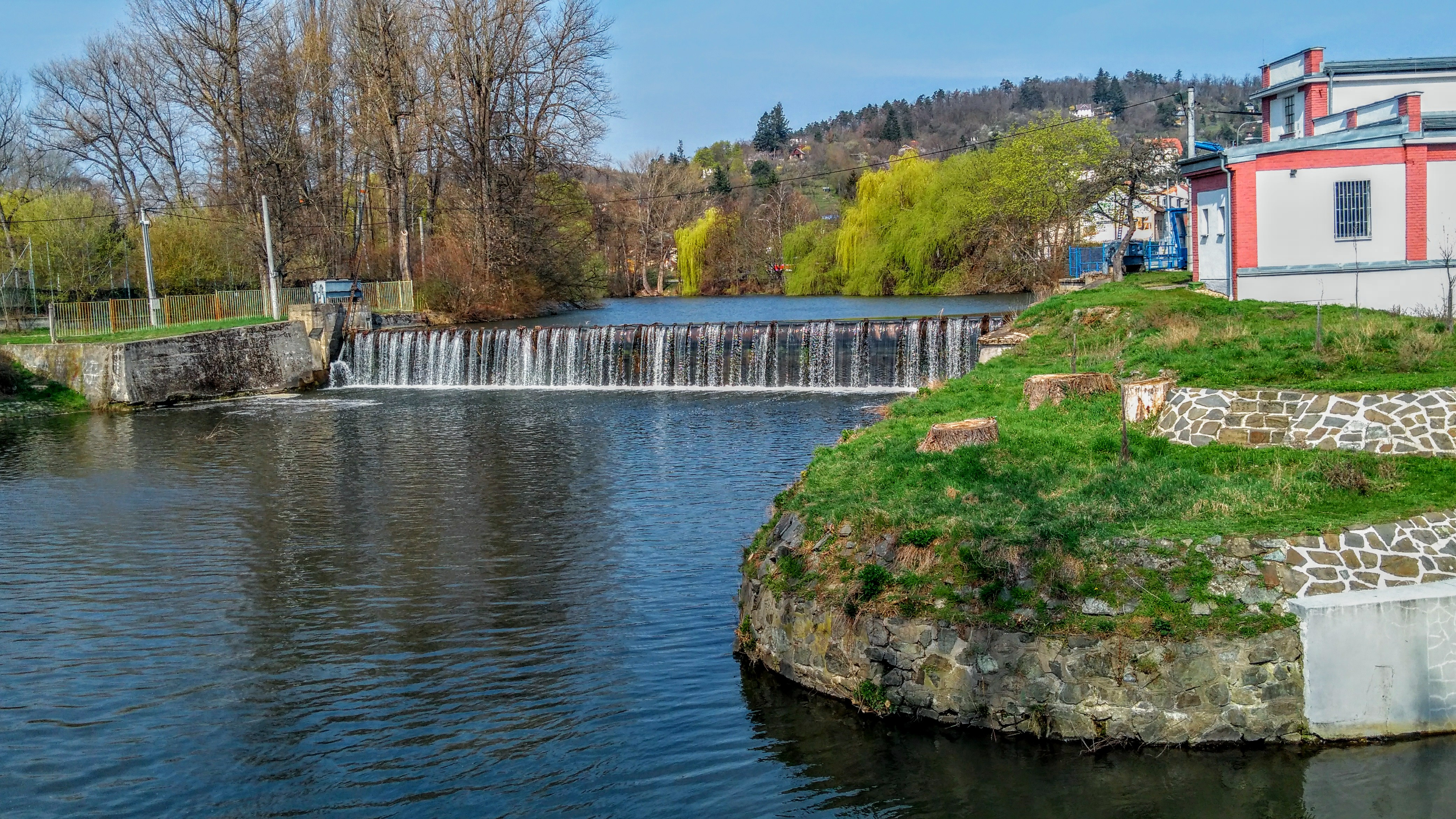
Svratka v městské části Brno-Komín

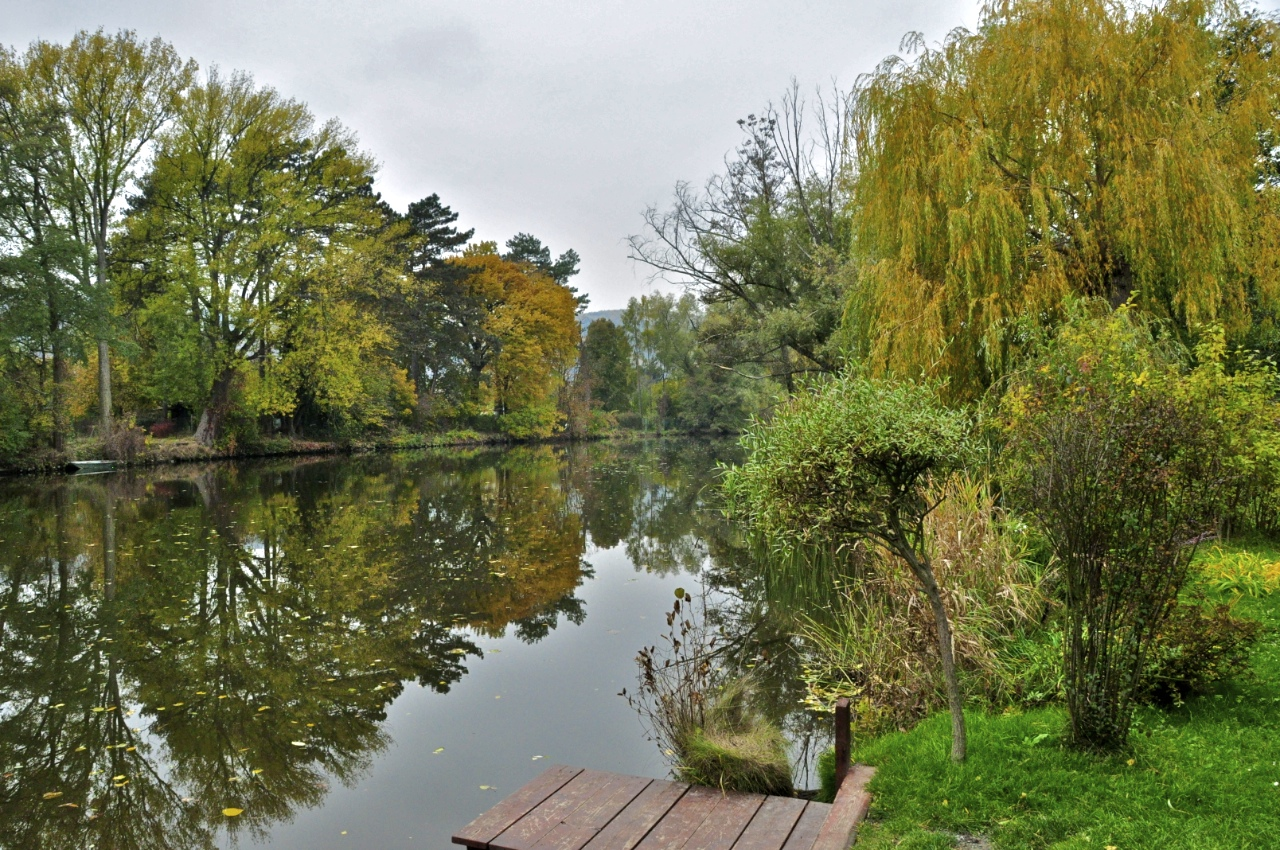
Svratka v Jundrově, léto 2011

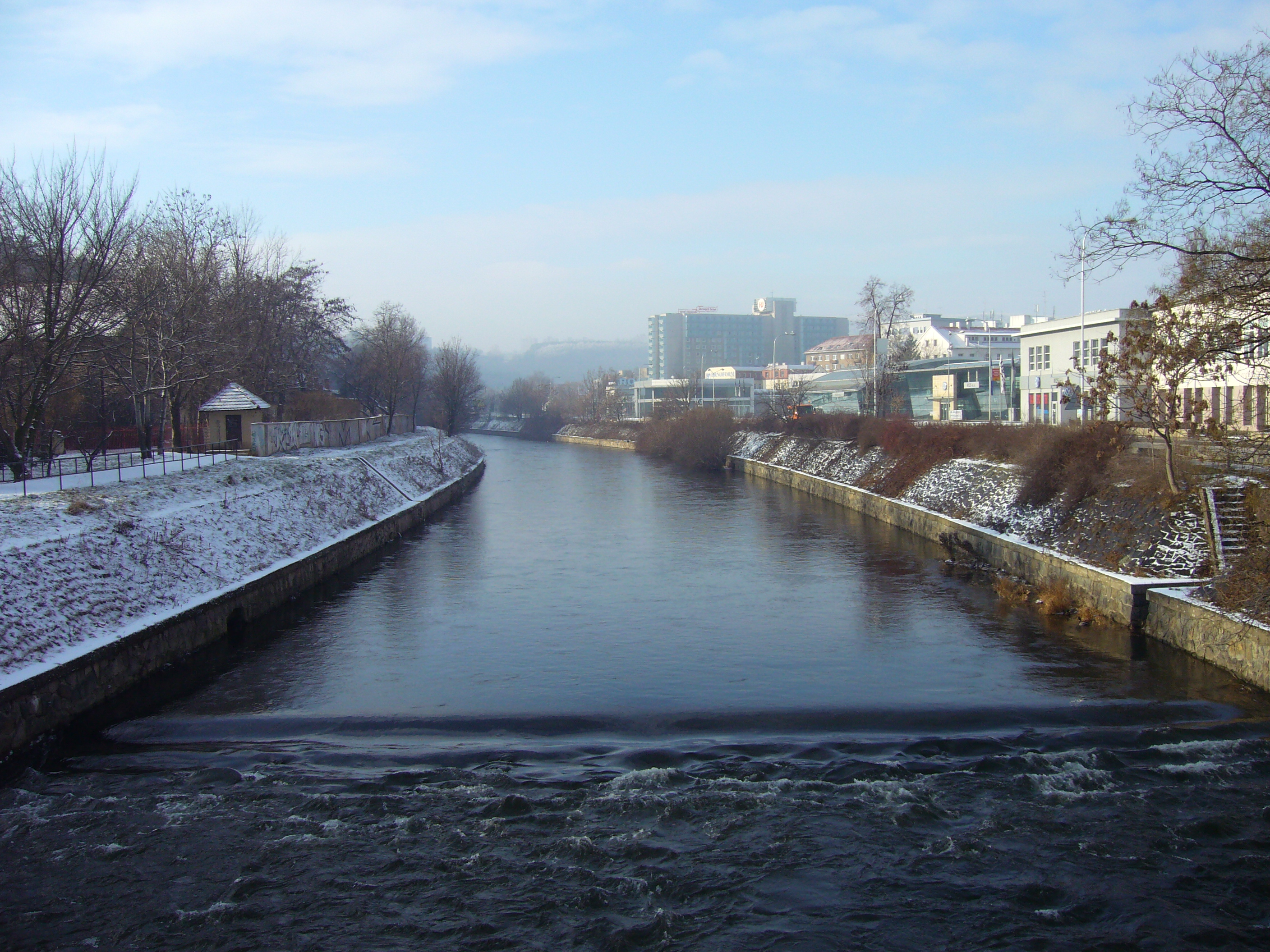
Regulované koryto Svratky u hotelu Voroněž na Starém Brně

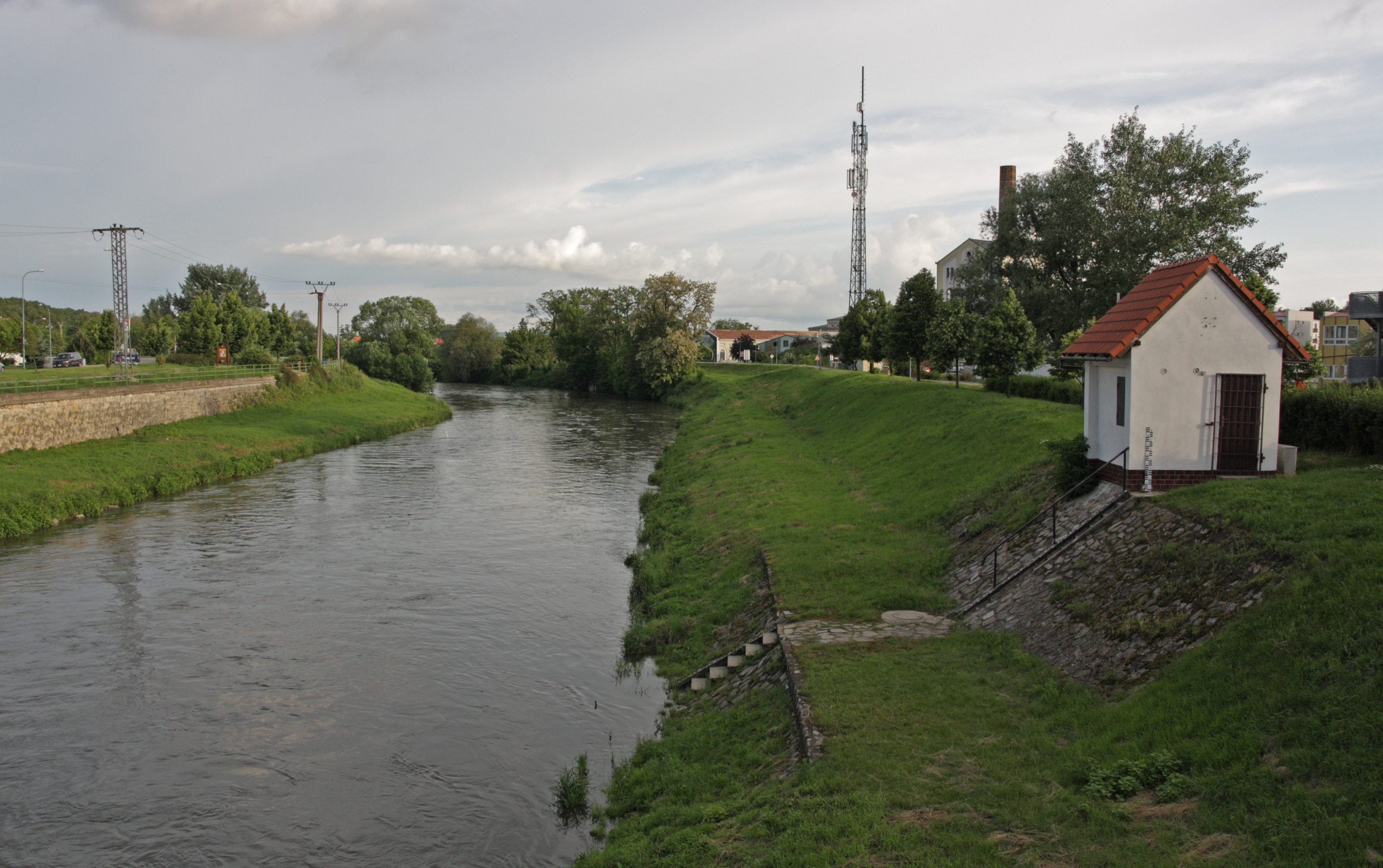
Svratka v Židlochovicích

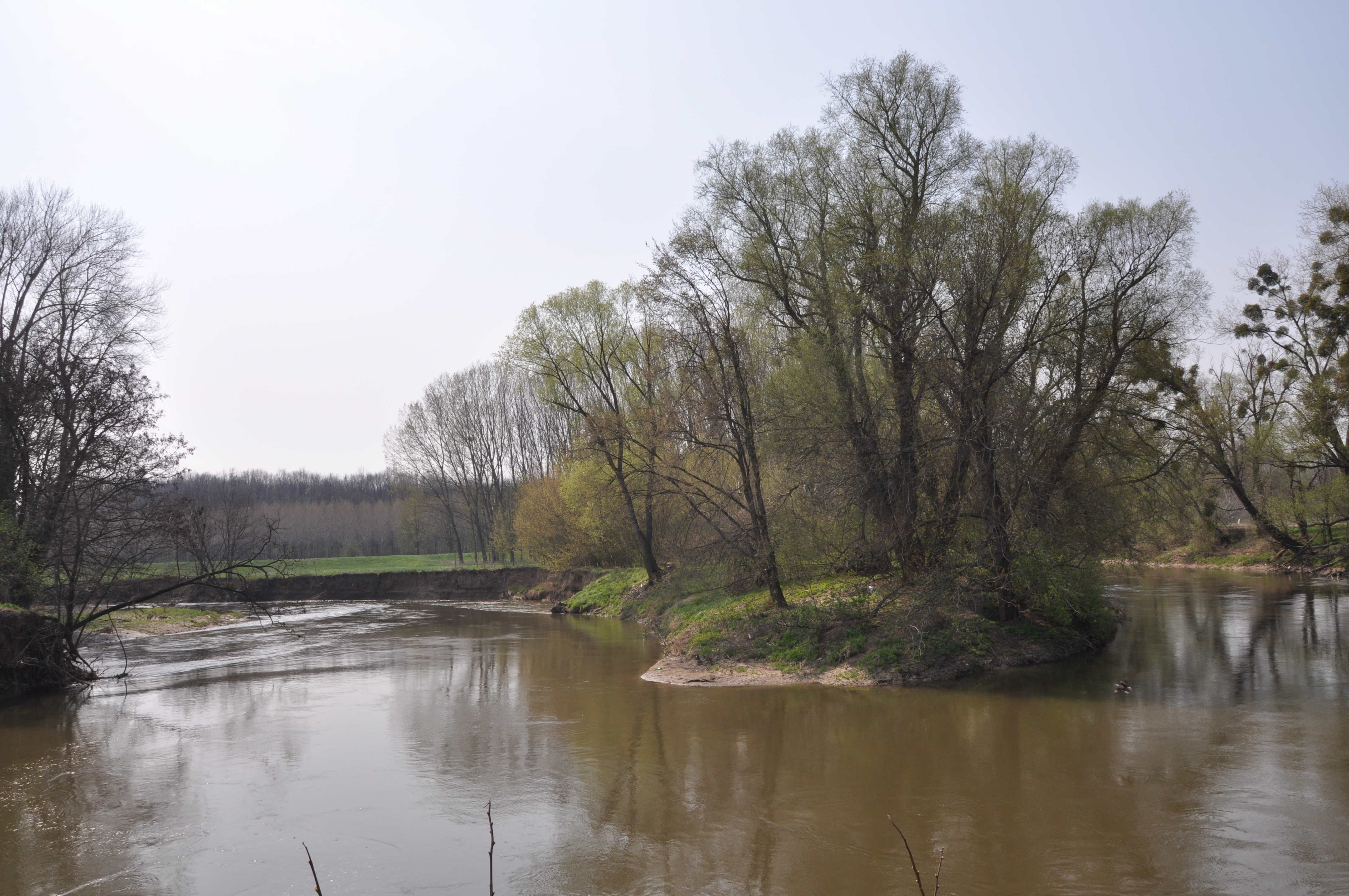
Přírodní památka Nosislavská zátočina – jediný zachovalý původní meandr na dolním toku Svratky

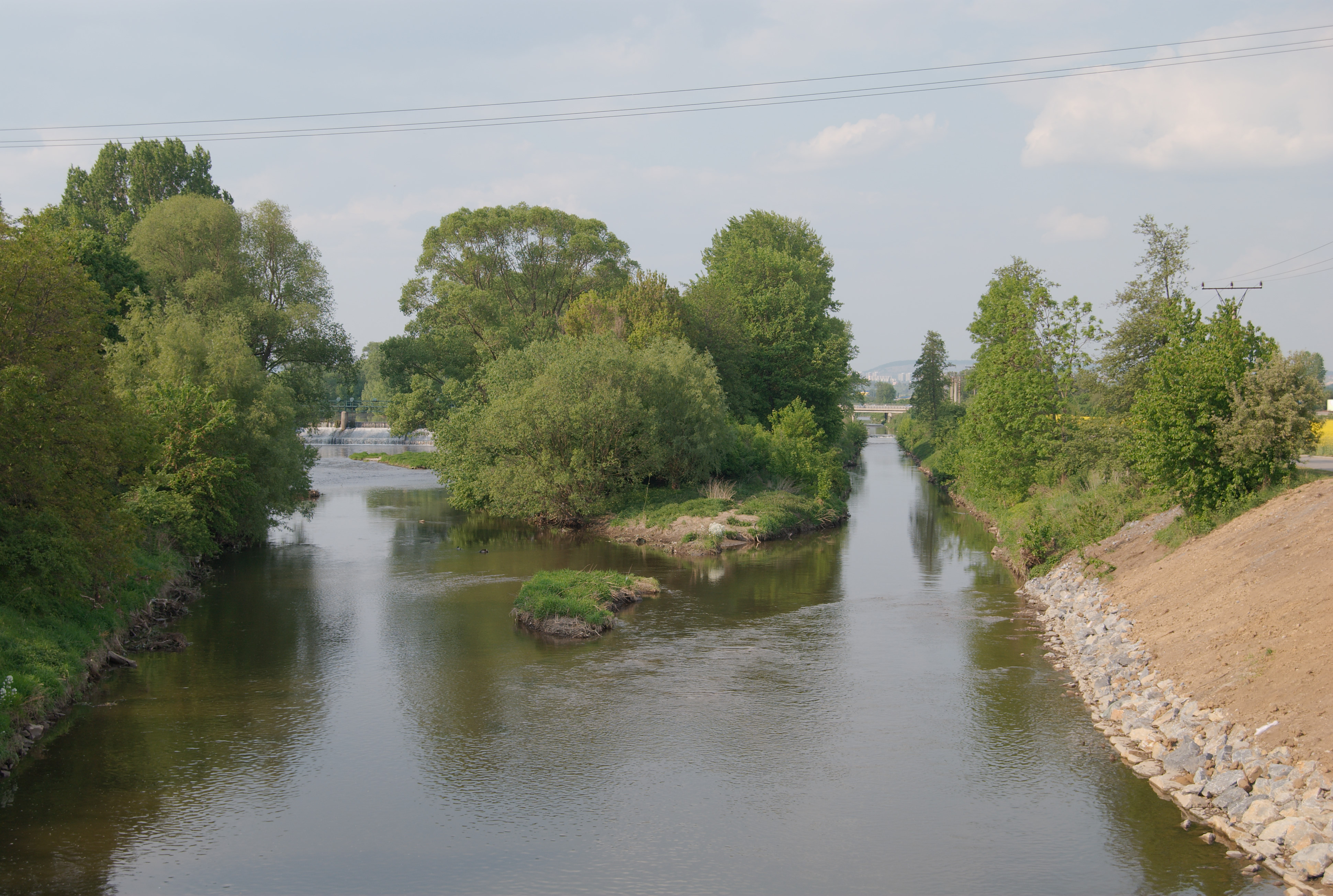
Soutok Svratky (vlevo) se Svitavou

Svratka (německy Schwarza(ch) nebo Schwarzawa) je řeka na Moravě, největší přítok Dyje a hlavní tok procházející městem Brnem. Protéká postupně okresy Žďár nad Sázavou v Kraji Vysočina a Brno-venkov, Brno-město, opět Brno-venkov a Břeclav v Jihomoravském kraji. Je dlouhá 173,9 km, plocha povodí činí 7112,79 km². Na Vysočině mezi Cikhájí a Jimramovem tvoří řeka nebo její břehy části historické zemské hranice Čech a Moravy, i když na řadě míst se zde zemská hranice od říčního koryta drobně odchyluje.

## Název
O názvu Svratky je několik teorií. První vychází ze staročeského slova „svorti“ – vinout se; pak by Swortka znamenala „vinoucí se řeka“. Možný je i germánský původ „Swarta“ – černá či tmavá řeka. Z toho mohlo vzniknout české Svratka i německé Schwarza, Schwarzach či Schwarzawa. Dnes se považuje Švarcava za lidové pojmenování Svratky.

## Průběh toku
Svratka pramení na úbočí Křivého javoru a Žákovy hory ve Žďárských vrších, druhý významný pramen vzniká u hájovny Blatky (někdy značen jako Břimovka). Teče pak zhruba jihojihovýchodním směrem, skrze Hornosvrateckou vrchovinu, kde je na ní vybudována soustava přehrad Vír I a Vír II. Nad Tišnovem přijímá Loučku a u Veverské Bítýšky přetíná Boskovickou brázdu. Následuje Brněnská přehrada a kotlina města Brna. Zde Svratka mění směr na jižní a u Přízřenic přijímá svůj největší levý přítok Svitavu. Pokračuje napřímeným korytem rovinou Dyjsko-svrateckého úvalu a v Židlochovicích se do ní vlévá Litava. Těsně před deltovým vyústěním do střední nádrže vodního díla Nové Mlýny na Dyji se Svratka stéká s Jihlavou, která je technicky vzato jejím největším přítokem, ale často se bere za rovnocenný přítok Dyje.

### Významné přítoky
| přítok     | strana | říční km | délka (km) | povodí (km²) | průtok (m³/s) |
| ---------- | ------ | -------- | ---------- | ------------ | ------------- |
| Fryšávka   | zprava | 125,5    | 22,0       | 66,8         | 0,68          |
| Bystřice   | zprava | 113,5    | 26,2       | 62,0         | 0,33          |
| Hodonínka  | zleva  | 103,0    | 24,0       | 67,9         | 0,29          |
| Nedvědička | zprava | 89,1     | 28,5       | 84,3         | 0,35          |
| Loučka     | zprava | 78,9     | 60,0       | 389,7        | 2,12          |
| Besének    | zleva  | 72,6     | 17,7       | 51,0         | 0,43          |
| Lubě       | zleva  | 73,7     | 24,2       | 65,0         | 0,17          |
| Bílý potok | zprava | 67,0     | 33,9       | 113,7        | 0,29          |
| Svitava    | zleva  | 40,7     | 98,4       | 1149,4       | 5,22          |
| Bobrava    | zprava | 36,8     | 35,2       | 187,2        | 0,43          |
| Litava     | zleva  | 29,0     | 58,3       | 789,8        | 1,53          |
| Jihlava    | zprava | 0,0      | 184,5      | 3117,0       | 12,00         |

## Vodní režim
Průměrný průtok v ústí (spolu s Jihlavou) činí 27,24 m³/s.

### Hlásné profily
| místo            | říční km | plocha povodí | průměrný průtok | stoletá voda |
| ---------------- | -------- | ------------- | --------------- | ------------ |
| Borovnice        | 141,20   | 127,95 km²    | 1,53 m³/s       | 90 m³/s      |
| Dalečín          | 125,70   | 367,06 km²    | 3,34 m³/s       | 145 m³/s     |
| pod VD Vír II.   | 109,60   | 486,86 km²    | 3,92 m³/s       | 105 m³/s     |
| Veverská Bítýška | 66,70    | 1480,55 km²   | 7,96 m³/s       | 280 m³/s     |
| Brno - Poříčí    | 46,80    | 1637,20 km²   | 7,68 m³/s       | 281 m³/s     |
| Židlochovice     | 28,40    | 3940,16 km²   | 15,4 m³/s       | 400 m³/s     |

## Využití

### Vodní díla na Svratce
Tok Svratky je na třech místech uměle přehrazen:
- vodní nádrž Vír I, říční km 114,9
- vodní nádrž Vír II, říční km 111,6
- vodní nádrž Brno, říční km 56,2

### Významné obce a města na řece Svratce
- Svratka
- Jimramov
- Štěpánov nad Svratkou
- Nedvědice
- Tišnov
- Veverská Bítýška
- Brno
- Modřice
- Rajhrad
- Židlochovice

### Vodáctví
Jedná se o řeku vodácky využitelnou. Vodácky využívaný je úsek řeky mezi vodní nádrží Vír II. a Doubravníkem, pod kterým pak řeka protéká pěkným údolím se skalami. Za vyššího stavu vody je možné řeku sjet už z Milov, kde je řeka rychle tekoucí a úzká. Mezi vodními nádržemi Vír I. a II. je vybudován krátký slalomový kanál, sjízdný pouze při chodu vodní elektrárny.

### Mlýny
Mlýny jsou seřazeny po směru toku řeky.
- Fixův mlýn – Moravská Cikánka, okres Žďár nad Sázavou
- Kupcův mlýn a pila – České Křižánky, okres Žďár nad Sázavou, kulturní památka
- Jimramovské mlýny – Jimramov, okres Žďár nad Sázavou
- Doubravnický mlýn – Doubravník, okres Brno-venkov, kulturní památka
- Zámecký mlýn – Velké Němčice, okres Břeclav, kulturní památka

## V kultuře
Básník a spisovatel Vítězslav Nezval napsal báseň „Na břehu řeky Svratky“, která vyšla v jedné z jeho posledních sbírek Chrpy a města.